# Heiner Goebbels

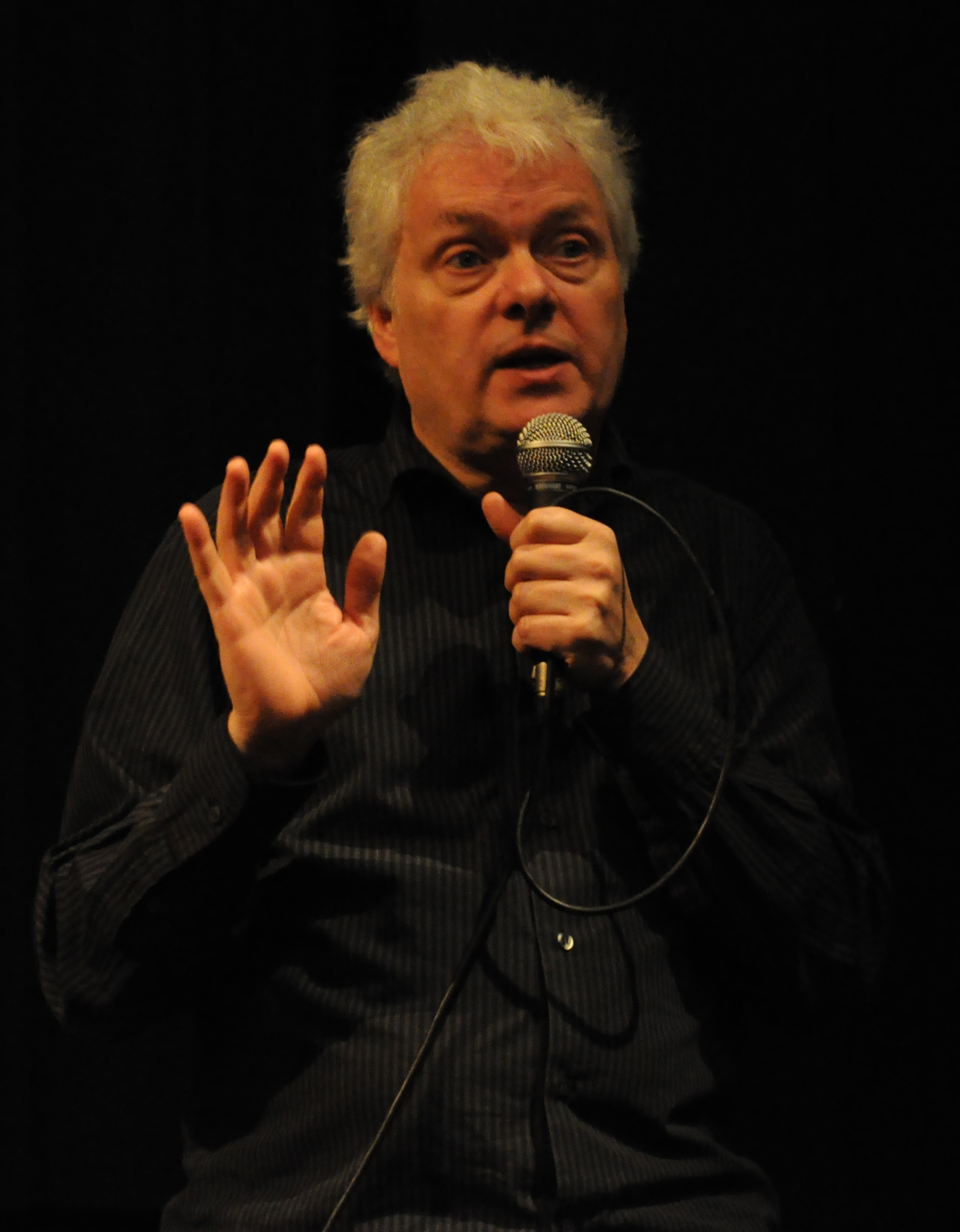
Heiner Goebbels (2010)

Heiner Goebbels (* 17. August 1952 in Neustadt an der Weinstraße) ist ein deutscher Musiker, Komponist, Hörspielautor, Regisseur und Professor für Angewandte Theaterwissenschaft.

## Leben
Goebbels studierte Soziologie und Musik in Freiburg im Breisgau und Frankfurt am Main, war Mitgründer des Sogenannten Linksradikalen Blasorchesters und spielte 1975 bis 1988 als Musiker im Duo Goebbels/Harth und von 1982 bis 1992 in der experimentellen Rockgruppe Cassiber. Er veröffentlichte ca. 20 CDs.
Nach zahlreichen Kompositionen für Theater und Film begann er Mitte der 1980er Jahre Hörstücke, meist nach Texten von Heiner Müller, zu komponieren. Seit Ende der 1980er Jahre folgten Kompositionen für Ensemble und szenische Konzerte, z. B. Der Mann im Fahrstuhl und Die Befreiung des Prometheus. Anfang der 1990er Jahre komponierte er Orchester- und Ensemblestücke für die Junge Deutsche Philharmonie, das Ensemble Modern, später für die Berliner Philharmoniker (2003) die London Sinfonietta und das Orchestra of the Age of Enlightenment und das Hilliard Ensemble. Er war Composer in Residence beim Lucerne Festival und bei den Bochumer Symphonikern.
Seit Mitte der 1990er Jahre liegt der Schwerpunkt seiner Arbeit auf Musiktheater-Stücken, z. B. mit dem Ensemble Modern, die in einem Team von Dramaturgen, Bühnenbildnern, Lichtgestaltern, Kostümbildnern und Sounddesignern entwickelt werden und die weltweit zu vielen Theater- und Musik-Festivals eingeladen werden. In ihnen stehen Text, Bild, Musik, Licht, Bewegung und Szene in einem schwebenden, gleichwertigen Verhältnis.
Unter seinen Arbeiten finden sich auch Sound- und Videoinstallationen, z. B. „Timeios“ für das Centre Pompidou in Paris, „Genko An“ (Berlin 2008, Darmstadt 2012, Lyon 2014, Moskau 2017), „Stifters Dinge – The Unguided Tour“ (London 2012, Duisburg 2013), „Die Provinz des Menschen“ (Dresden 2016) und zahlreiche Kollaborationen mit Videokünstlern und Choreographen. Mit Konzerten, Installationen und szenischen Arbeiten war Heiner Goebbels 1982, 1987 und 1997 auf der documenta Kassel vertreten.
Heiner Goebbels war von 1999 bis 2018 Professor am Institut für Angewandte Theaterwissenschaft an der Justus-Liebig-Universität in Gießen, das er von 2003 bis 2011 geleitet hat. Goebbels ist Mitglied der Akademie der Künste, der Deutschen Akademie der Darstellenden Künste sowie der Nordrhein-Westfälischen Akademie der Wissenschaften und der Künste, der Akademie der Wissenschaften und der Literatur, Mainz sowie der Bayerischen Akademie der schönen Künste, München. Von 2006 bis 2018 war Goebbels Präsident der Hessischen Theaterakademie, einem Verbund von mehreren Hochschulen und Theatern des Rhein-Main-Gebiets.
Heiner Goebbels wurde 2010 zum Intendanten und künstlerischen Leiter der Ruhrtriennale – International Festival of the Arts 2012–2014 berufen. Im Verlaufe dieses Dreijahresprogramms kuratierte, produzierte und präsentierte er neue Werke der Künstler Robert Wilson, Lemi Ponifasio, Douglas Gordon, Michal Rovner, Gregor Schneider, Ryoji Ikeda, Boris Charmatz, Mathilde Monnier, Anne Teresa de Keersmaeker, Tim Etchells, Rimini Protokoll und vielen anderen. Er inszenierte Europeras 1&2 von John Cage (2012), Delusion of the Fury von Harry Partch (2013) und De Materie von Louis Andriessen (2014).
Er lebt in Frankfurt am Main und hat mit seiner Lebensgefährtin Barbara Rendtorff einen Sohn (* 1980) und eine Tochter (* 1986).
Es besteht keine Verwandtschaft zum NS-Politiker Joseph Goebbels.

## Auszeichnungen
Mehrfach wurde Heiner Goebbels für seine Hörspiele mit nationalen und internationalen Hörspielpreisen ausgezeichnet, u. a. mit dem Prix Italia 1986, 1992 und 1996, dem Karl-Sczuka-Preis 1984, 1990 und 1992, dem Hörspielpreis der Kriegsblinden 1985, dem Hörspielpreis der Akademie der Künste 1989, der World Silvermedal of the New York Festivals 2002 und dem Radio-Ostankino-Prize Moscow 1996.
Im Jahr 2003 wurde ihm der Deutsche Kritikerpreis in der Fachgruppe Musik verliehen. Die Stadt Frankfurt am Main ehrte ihn 2002 mit der Goetheplakette, das Land Hessen 1993 mit dem Hessischen Kulturpreis. 2008 wurde er mit dem Binding-Kulturpreis ausgezeichnet. Im Jahr 2010 erhielt er den Kunstpreis Rheinland-Pfalz.
Neben zwei Grammy-Nominierungen für Surrogate Cities und Eislermaterial wurden ihm viele internationale Theaterpreise zuerkannt, darunter 2001 der Europäische Theaterpreis New Theatrical Realities und 2006 der Preis des Internationalen Theaterinstituts.
2011 wurde er mit dem Preis Exzellenz in der Lehre des Landes Hessen und der Hertie-Stiftung ausgezeichnet. Für sein Lebenswerk verlieh ihm das Birmingham Conservatoire 2012 die Ehrendoktorwürde.
Als vierter Preisträger erhielt Goebbels 2012 den Internationalen Ibsen-Preis, einen der weltweit bedeutendsten Theaterpreise.
2018 wurde er vom Präsidenten der Justus-Liebig-Universität Gießen als erster Amtsinhaber auf die Georg-Büchner-Professur berufen.
Für sein Lebenswerk verleiht ihm die National Academy for Theatre and Film Arts, Sofia (Bulgaria) 2018 die Ehrendoktorwürde.

## Musiktheater Werke und Kompositionen
- The Mayfield 2024
- A House of Call (für großes Orchester) 2020
- Under Construction (für großes Orchester) Seattle, 2019
- Everything That Happened And Would Happen (Manchester, New York, Ruhrtriennale) 2018
- De Materie (Louis Andriessen, Ruhrtriennale), 2014
- Delusion of the Fury (Harry Partch, Ruhrtriennale), 2013
- When the mountain changed its clothing (Musiktheater), 2012
- Europeras 1 & 2 (John Cage, Ruhrtriennale), 2012
- I went to the house but did not enter (szenisches Konzert in drei Bildern), 2008
- Stifters Dinge (performative Installation), 2007
- Songs of Wars I have seen (szenisches Konzert), 2007
- Eraritjaritjaka – musée des phrases (Musiktheater), 2004
- Ou bien Sunyatta (für Griot-Gesang, Kora und Orchester), 2004
- Aus einem Tagebuch (für großes Orchester), 2003
- Notiz einer Fanfare (für großes Orchester), 2003
- Landschaft mit entfernten Verwandten (Oper), 2002
- Hashirigaki (Musiktheater), 2000
- … même soir. (szenisches Konzert), 2000
- Eislermaterial (szenisches Konzert), 1998
- Max Black (Musiktheater), 1998
- Walden (für großes Orchester), 1998
- Landscape with man being killed by a snake (Theaterskizze), 1997
- Nichts weiter (für Orchester), 1996
- Schwarz auf Weiss / Black on White (Musiktheater für Ensemble), 1996
- Industry and Idleness (für Orchester), 1996
- Die Wiederholung / The Repetition (Musiktheater), 1995
- Surrogate Cities (für großes Orchester, Stimme, Mezzosopran und Sampler), 1994
- Ou bien le débarquement désastreux (Musiktheater), 1993
- La Jalousie (für Ensemble), 1992
- Herakles 2 (für Ensemble), 1991
- Roemische Hunde (Musiktheater), 1991
- Die Befreiung des Prometheus (Hörstücke), 1985, (szenisches Konzert), 1991
- Wolokolamsker Chaussee I–V (Hörstücke), 1989
- Befreiung (für Ensemble und Sprecher), 1989
- Red Run (für Ensemble), 1988
- Der Mann im Fahrstuhl (szenisches Konzert), 1987
- Verkommenes Ufer (Hörstück), 1984
- Reise in ein verborgenes Leben (Spielfilm), 1983
- Cassiber (mit Chris Cutler, Christoph Anders und Alfred Harth) Man or Monkey, 1982 / Beauty & the beast, 1984 / Perfect worlds, 1986
- Berlin Q-Damm 12.4.81 / Jakob Apfelböck (Klangcollage/Hörstück), 1981
- Bertolt Brecht: Zeit wird knapp (mit Dagmar Krause und Alfred Harth), 1981
- Der durchdrungene Mensch / Indianer für Morgen (mit Dagmar Krause und Alfred Harth), 1981
- Vom Sprengen des Gartens (mit Alfred Harth), 1977
- Vier Fäuste für Hanns Eisler (mit Alfred Harth), 1977
- Sogenanntes Linksradikales Blasorchester (mit Alfred Harth, Rolf Riehm, Christoph Anders u. v. a.), 1977 / (mit Gelben Birnen), 1980

## Hörspiele
- 2006: Landschaft mit entfernten Verwandten (auch Komposition und Regie) (Hörspiel – SWR/Ensemble Modern)

## Filmografie
- 1989: Klaus Fuchs – Atomspion

## Ausstellungen
- 2019: "It's Beautiful Here", Museo da Arte Bogota
- 2018: Landschaftsstücke / Landscape Plays, Kunsthalle Gießen
- 2017: Genko An 107031, Moskau
- 2016: Die Provinz des Menschen, 54 Kanal-Video Installation, Dresden
- 2014: Genko An 69006 / Listen profoundly., Musée d'art contemporain de Lyon.[6]
- 2012: Genko An 64287 /A House full of Music, Mathildenhöhe
- 1997: Landscape with Man Being Killed by a Snake, documenta X
- 1987: Maelstromsüdpol, documenta 8

## Dokumentarfilme
- Heiner Goebbels – Musiker und Komponist. Musikalische Spurensuche im Lärm des Alltags. Dokumentarfilm, BR Deutschland, 1985, 43 Min., Buch und Regie: Peter Kemper, Produktion: Hessischer Rundfunk, Film-Informationen von ARD.
- Heiner Goebbels: Schwarz auf Weiss. Musiktheater für 18 Musiker des Ensemble Modern (1996). Konzertausschnitt und Gespräch, Deutschland, 2006, 15 Min., Buch und Regie: Peider A. Defilla, Produktion: BR-alpha, Reihe: musica viva. forum der gegenwartsmusik, Film-Informationen von ARD.